# Selección de rugby league de Líbano
La Selección de rugby league del Líbano representa al Líbano en competiciones de selecciones nacionales de rugby league. 
Su apodo es "Los Cedros".
El ente encargado de la selección es la Lebanese Rugby League Federation.
Está afiliado a la Rugby League European Federation. 
Ha clasificado en tres ocasiones a la Copa del Mundo de Rugby League, siendo las más exitosas la de 2017 y 2021, en la cuales clasificó a cuartos de final.

## Palmarés
Campeonato de Rugby League de Oriente Medio-África
- Campeón (1): 2015

Mediterranean Cup
- Campeón (6): 1999, 2002, 2003, 2004, 2016, 2017.

## Participación en copas

#### Copa del Mundo de Rugby League
- 1954 al 1995: sin  participación
- 2000 : fase de grupos[1]
- 2008 : no clasificó
- 2013 : no clasificó
- 2017 : cuartos de final[2]
- 2021 : cuartos de final
- 2026 : clasificado

#### Campeonato Europeo A
- 2009 : 3° puesto

#### MEA Championship
- 2015 : Campeón
- 2019 : no participó